# 梁缵
梁缵（9世纪—887年11月18日），晚唐武将。一作梁绩。
本是昭义军将领，率军西进戍守，被荆南节度使高骈上表隶属自己麾下。高骈调任镇海节度使后，乾符六年（879年）正月前后遣将张潾与梁缵分兵追杀农民变军王仙芝余党黄巢，破敌于浙东，收降其骁帅毕师铎等数十人，黄巢逃到岭南。高骈因毕师铎、梁缵有功，很厚待。
高骈调任淮南节度使后，信任术士吕用之。吕用之为了专权，设计铲除高骈素来厚待的梁缵、陈珙、冯绶、董瑾、俞公楚、姚归礼等将领。除了梁缵屡次进言外，其他人都不敢弹劾吕用之，高骈也不听梁缵的话。中和二年（882年），梁缵惧怕，自请解除兵权，高骈将他的军队还给昭义军，不再用梁缵，又族灭陈珙，其余诸将也都被疏远，后来俞公楚、姚归礼也被吕用之设计杀死。
中和三年（883年），高骈以梁缵知和州。梁缵称变军首领孙端早已窥伺和州，不如把和州给他，以观后效。高骈强令梁缵赴任，梁缵果然为孙端所败而回，孙端于是攻陷和州，自称刺史。
光启三年（887年）四月，时任淮南左厢都知兵马使毕师铎起兵讨伐吕用之。高骈责问吕用之，命他遣大将带着书信告谕毕师铎令其罢兵。吕用之担心诸将不为自己所用，让党羽许戡带书信前去。毕师铎本以为高骈令宿将来劳军，可以口述吕用之的罪行。许戡到后，毕师铎大怒：“梁缵、韩问在哪？派你这样的秽物来！”就斩了他。高骈和吕用之也决裂，吕用之兵败出奔后，高骈召来梁缵道歉：“最初不用你的建议到了今天这个地步，还怎么弥补？”授以兵，让他率一百余昭义军保守子城。毕师铎软禁高骈，召宣歙观察使秦彦入主淮南。
吕用之先前召庐州刺史杨行密平乱，出奔后便投靠杨行密，合兵围攻扬州。秦彦杀高骈。十月，杨行密攻破扬州，以梁缵没有为高骈死难却为秦彦、毕师铎所用为由斩杀于戟门之外。韩问闻讯，知道自己也不能免罪，投井自杀。